# Réseau maillé optique
 (février 2012).
Le contenu est difficilement compréhensible vu les erreurs de traduction, qui sont peut-être dues à l'utilisation d'un logiciel de traduction automatique.
 (février 2012).
Les réseaux maillés optiques sont un type de réseau de télécommunications.

Exemple de réseau maillé : NSFNET 14 nœuds

Les réseaux de transport utilisant la fibre optique comme couches de réseaux de télécommunications, ont subi différentes évolutions techniques dans les années 1980 et 1990. 
Les progrès technologiques dans les équipements de transport optique dans la première décennie du XXIe siècle, ainsi que le déploiement continu des systèmes de multiplexage DWDM, ont conduit les prestataires de services de télécommunications à remplacer leurs architectures en anneau SONET par des architectures maillées. Les nouveaux réseaux maillés optiques permettent, en cas de rupture d'une fibre, la reprise rapide déjà disponible dans les réseaux en anneau tout en offrant une meilleure efficacité en termes de capacités et permettant donc des coûts d'exploitation moindre.
Les réseaux maillés optiques actuels permettent non seulement de fournir la capacité de connexion des couches supérieures de réseaux, mais ils prennent aussi en charge le routage efficace et la récupération des défaillances rapide et de services de haute bande passante. Ceci a été rendu possible par l'émergence d'éléments de réseaux optiques qui ont l'intelligence nécessaire pour contrôler automatiquement certaines fonctions de réseau, comme la récupération de défaut.
Les réseaux maillés optiques permettent une variété de services dynamiques tels que la bande passante à la demande, Just-In-Time de bande passante, la planification de la bande passante, le courtage en bande passante, et les réseaux privés virtuels optiques qui ouvrent de nouvelles opportunités aussi bien pour les fournisseurs de services que pour leurs clients.

## Historique des réseaux de transport
Les réseaux de transport utilisant la fibre optique comme couches de réseaux de télécommunications, ont évolué à partir de DCS (Digital Cross-connect Systems) basés sur des architectures de mailles dans les années 1980, à SONET / SDH (Synchronous Optical Networking / Synchronous Digital Hierarchy) architectures en anneau dans les années 1990. 
Dans les architectures à base de maille DCS, les entreprises de télécommunications ont déployé des systèmes de restauration pour les circuits DS3 comme AT&T FASTAR (restauration automatique FAST(et donc rapide?)) et la restauration MCI en temps réel (RTR), la restauration de circuits en quelques minutes après une défaillance du réseau. 
Dans anneaux SONET / SDH, les opérateurs ont mis en œuvre la protection anneau tels que l'anneau de chemin commutée unidirectionnelle (UPSR) SONET [3] (également appelé Protection de connexion de sous-réseau (SCNP) dans SDH réseaux) ou anneau de ligne bidirectionnelle commutée SONET (BLSR) [4] (aussi appelé la section Multiplex - Anneau de protection partagée (MS-printemps) dans SDH réseaux), de protection et de récupération à partir d'une défaillance du réseau de 50 millisecondes ou moins [5], une amélioration significative sur le temps de récupération prise en charge dans la restauration de maille basée sur DCS, et un facteur clé pour le déploiement de la protection SONET / SDH à base d'anneau.
Des améliorations et évolutions ont été tentées pour surmonter certaines de ses limites, avec une architecture en anneau trans-océanique (UIT-T Rec. G.841), "P-cycles" de protection , la prochaine génération SONET / SDH équipement qui peut gérer de multiples anneaux, ou ont la capacité de ne pas fermer l'ouvraison ou la bague de protection latérale, ou de partager la capacité de protection parmi les anneaux (par exemple, avec la ligne virtuelle commutée Ring (VLSR).
Les progrès technologiques dans les commutateurs optiques de transport  dans la première décennie du XXIe siècle, avec le déploiement continu des technologies de denses Wavelength-Division Multiplexing (DWDM) des systèmes, ont conduit les prestataires de services de télécommunications à remplacer leurs architectures en anneau SONET par des architectures maillées pour les nouveaux trafics. Les nouveaux réseaux maillés optiques peuvent soutenir la reprise rapide déjà disponible dans les réseaux en anneau tout en réalisant une meilleure efficacité des capacités et résultant en des coûts en capital plus faible. Cette récupération rapide (dans les quelques dizaines à quelques centaines de ms) en cas de défaillance (par exemple, liaison réseau ou défaillance d'un nœud) est obtenue par l'intelligence embarquée dans ces nouveaux équipements de transport optique, qui permet à la récupération automatique d'être traitée au sein du réseau lui-même en participant au réseau de plan de commande, sans avoir à compter sur un site externe de gestion de réseau système.

## Les réseaux maillés optiques
Les réseaux maillés optiques se référent à des réseaux de transport qui sont construits directement à la place et en complément de l'infrastructure de fibre métallique déjà déployée dans la région métropolitaine, régionale, nationale ou internationale (par exemple, trans-océanique). Ils sont déployés avec le matériel de transport optique qui est capable de commuter le trafic (à la longueur d'onde ou de la sous-longueur d'onde niveau) d'une fibre entrante à une fibre sortante. 
L'équipement permet également du multiplexage (voir le paragraphe sur la transparence). 
Comme la plupart des réseaux de transport évoluant vers des topologies de maillage ils utilisent des éléments de réseau intelligent (optiques inter-connecte ou commutateurs optiques ) pour l'approvisionnement et la récupération des services, de nouvelles approches ont été développées pour la conception, de déploiement, d'exploitation et de gestion de la maille optique réseaux.
Les réseaux maillés optiques d'aujourd'hui permettent non seulement de fournir la capacité de trunking des couches supérieures de réseaux, tels que la connectivité inter-routeur ou inter-switch dans un IP, MPLS, ou Ethernet. Ils permettent également le routage efficace et la récupération des défaillances rapide et de haute bande passante point à point pour les services Ethernet et SONET / SDH.

## Récupération dans les réseaux maillés optiques
Les réseaux maillés optiques permettent la création de services en mode circuit orientés connexion. De multiples mécanismes de recouvrement offrant différents niveaux de protection  ou de restauration  contre les différents modes de défaillance sont disponibles dans les réseaux maillés. Chaîne, lien, segment et de protection de chemin sont des régimes de protection les plus courantes. Les P-cycles sont un autre type de protection qui exploite et étend la protection basée sur la topologie d'anneau. La restauration est une autre méthode de récupération qui peut travailler sur sa propre initiative ou compléter les régimes de protection plus rapides en cas de défaillances multiples.
Dans les réseaux maillés à chemin protégées, certaines connexions peuvent être protégés, d'autres peuvent être protégés contre les défaillances simples ou multiples de diverses manières. Une connexion peut être protégé contre un seul échec en définissant un chemin de sauvegarde, diversifié à partir du chemin principal prise par la connexion sur le réseau maillé. Le chemin de sauvegarde et des ressources associées peut être dédié à la connexion ou partagé entre plusieurs connexions dans le cas d'un lien simple ou par défaillance d'un nœud. Un certain nombre d'autres régimes de protection tels que l'utilisation de  chemins préemptible ou des chemins de sauvegarde peuvent être mis en œuvre. Enfin, plusieurs itinéraires différents peuvent être conçus de telle sorte qu'une connexion dispose de routes de récupération multiples et peut encore récupérer après plusieurs échecs (des exemples de réseaux maillés à travers les océans Atlantique et Pacifique).

## Transparence

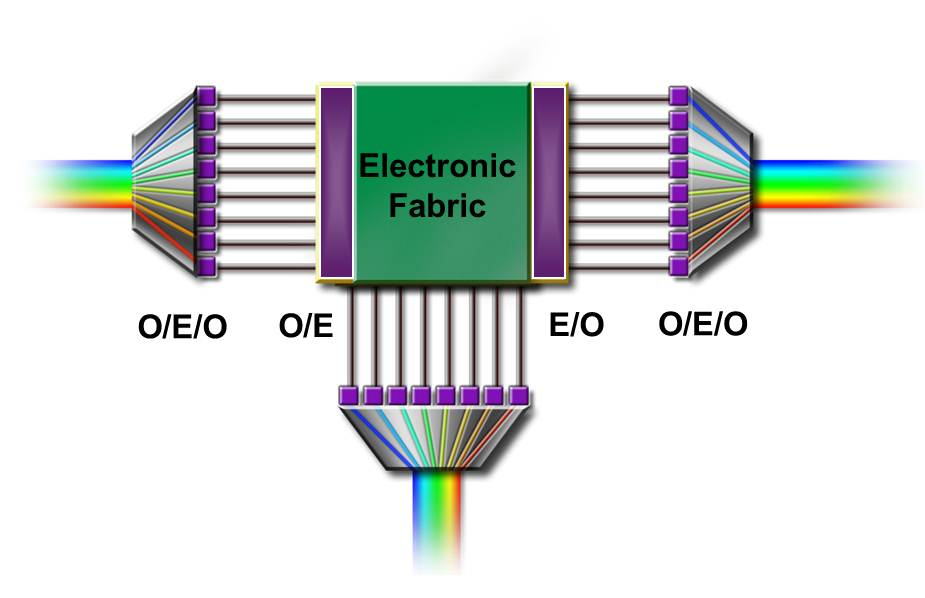
Routage opaque, c'est-à-dire avec conversion électrique

Routage transparent, c'est-à-dire sans conversion électrique

Les réseaux de transport traditionnels sont faits de liens à base de fibres optiques entre les bureaux de télécommunications, où de multiples longueurs d'onde sont multiplexés pour augmenter la capacité de la fibre. 
Les longueurs d'onde sont terminées sur des dispositifs électroniques appelés transpondeurs, dont l'objet est une conversion optique-électrique pour réamplification du signal, Remodeler, et resynchronisation (3R). 
À l'intérieur d'un bureau de télécommunications, les signaux sont ensuite traitées par un commutateur de transport (aka commutateur optique d'interconnexion ou optique) et sont soit laissés à ce bureau, soit dirigé vers un lien fibre sortante où ils sont à nouveau transportés en tant que longueurs d'onde multiplexées dans cette liaison par fibre vers le prochain bureau des télécommunications. 
Le fait d'aller à travers une conversion optique-électrique-optique (OEO) par le biais d'un bureau des télécommunications conduit à qualifier le réseau d'opaque. 
Lorsque les longueurs d'onde entrants ne subissent pas une conversion optique-électrique et sont amplifiées par l'intermédiaire d'un bureau de télécommunications dans le domaine optique en utilisant tous les commutateurs optiques (également appelé interconnexion photonique), insertion-extraction optique multiplexeur, ou optique reconfigurable Add-Drop Multiplexeur (ROADM) systèmes), le réseau est considéré comme transparent. 
Des régimes hybrides peuvent fournir des conversions OEO limitées à des endroits clés à travers le réseau.
Des réseaux maillés optiques transparents ont été déployés dans les réseaux métropolitains et régionaux (MAN et RAN). En 2010, les réseaux opérationnels de longue distance ont toujours tendance à rester opaque.

## Routage dans les réseaux maillés optiques
Dans les réseaux transparents ou tout-optique, le routage des connexions est étroitement liée à la sélection de longueur d'onde et l'affectation de processus (également dénommé routage et d'affectation de longueur d'onde, ou "RWA"). Cela est dû au fait que la connexion reste sur la même longueur d'onde de bout en bout sur l'ensemble du réseau (parfois appelé contrainte de continuité longueur d'onde, en l'absence de dispositifs qui peuvent se traduire entre des longueurs d'onde dans le domaine optique). Dans un réseau opaque, le problème de routage est de trouver un premier passage pour une connexion et si la protection est nécessaire, un chemin de sauvegarde correspondant au chemin principal. Les longueurs d'onde sont utilisées sur chaque lien indépendamment. Plusieurs algorithmes peuvent être utilisés pour déterminer un chemin d'accès primaire et un chemin de sauvegarde diversifiée (avec ou sans partager de ressource en le long de la chemin de sauvegarde) pour une connexion ou d'un service, tels que plus court chemin d'accès, y compris les l'algorithme de Dijkstra, k-plus court chemin d'accès, bord et nœud-divers ou disjoint de routage, y compris l'algorithme de Suurballe ,, et de nombreuses heuristiques.

## Applications
Le déploiement de réseaux maillés optiques permet aux fournisseurs de services d'offrir à leurs clients de nouveaux services et applications tels que:
- Services dynamiques tels que la bande passante-on-Demand (BoD) [13] , Just-In-Time (JIT) de la bande passante, la planification de la bande passante, et la bande passante de courtage
- Réseaux privés virtuels optiques [14]

Il prend également en charge de nouveaux paradigmes réseau, comme
- Architectures de réseaux IP sur-optiques [15]

## architectures de réseaux connexes
Réseau maillé en général et des réseaux maillés sans fil en particulier.

## Pour en savoir plus

### Publications anglophones
- "Site on Network Protection - network protection techniques, network failure recovery, network failure events"
- “Mesh-based Survivable Transport Networks: Options and Strategies for Optical, MPLS, SONET and ATM Networking”, by Wayne Grover
- "Optical Network Control: Architecture, Protocols, and Standard", by Greg Bernstein, Bala Rajagopalan, and Debanjan Saha
- “Path Routing in Mesh Optical Networks”, by Eric Bouillet, Georgios Ellinas, Jean-Francois Labourdette, and Ramu Ramamurthy , ,
- "P-cycles: an overview", R. Asthana, Y.N. Singh, W.D. Grover, IEEE Communications Surveys and Tutorials, February 2010
- "Survivable networks: algorithms for diverse routing", by Ramesh Bhandari

### En langue anglaise
- Self-Healing Mesh Optical Nets Emerge
- AT&T Optical Bandwidth on Demand Gains Velocity with More Speeds for Customer Provisioning
- AT&T offering fully meshed optical service
- Verizon Business Enhances Trans-Atlantic Network
- Verizon Business Enhances Performance and Reliability of Pacific Undersea Cable Systems on Global Network
- The Internet2 Dynamic Circuit Network (DCN)
- Intelligent optical mesh empowers digital media network
- VSNL and Tata communications Teleservices Build First Nationwide Intelligent Optical Mesh Network in India Using Ciena's CoreDirector ,
- 360networks Deploys The World's Most Extensive Optical Mesh Network
- Verizon Business Circles Globe With Optical Mesh Network; Begins Extension to Middle East
- Verizon Business Global Mesh Network Investment Pays Big Dividends for Enterprise Customers During Multiple Submarine Cable System Disruptions in Asia-Pacific Region
- Verizon builds 18-city optical mesh

- (en) Cet article est partiellement ou en totalité issu de l’article de Wikipédia en anglais intitulé « Optical mesh network » (voir la liste des auteurs).